# Bank of England

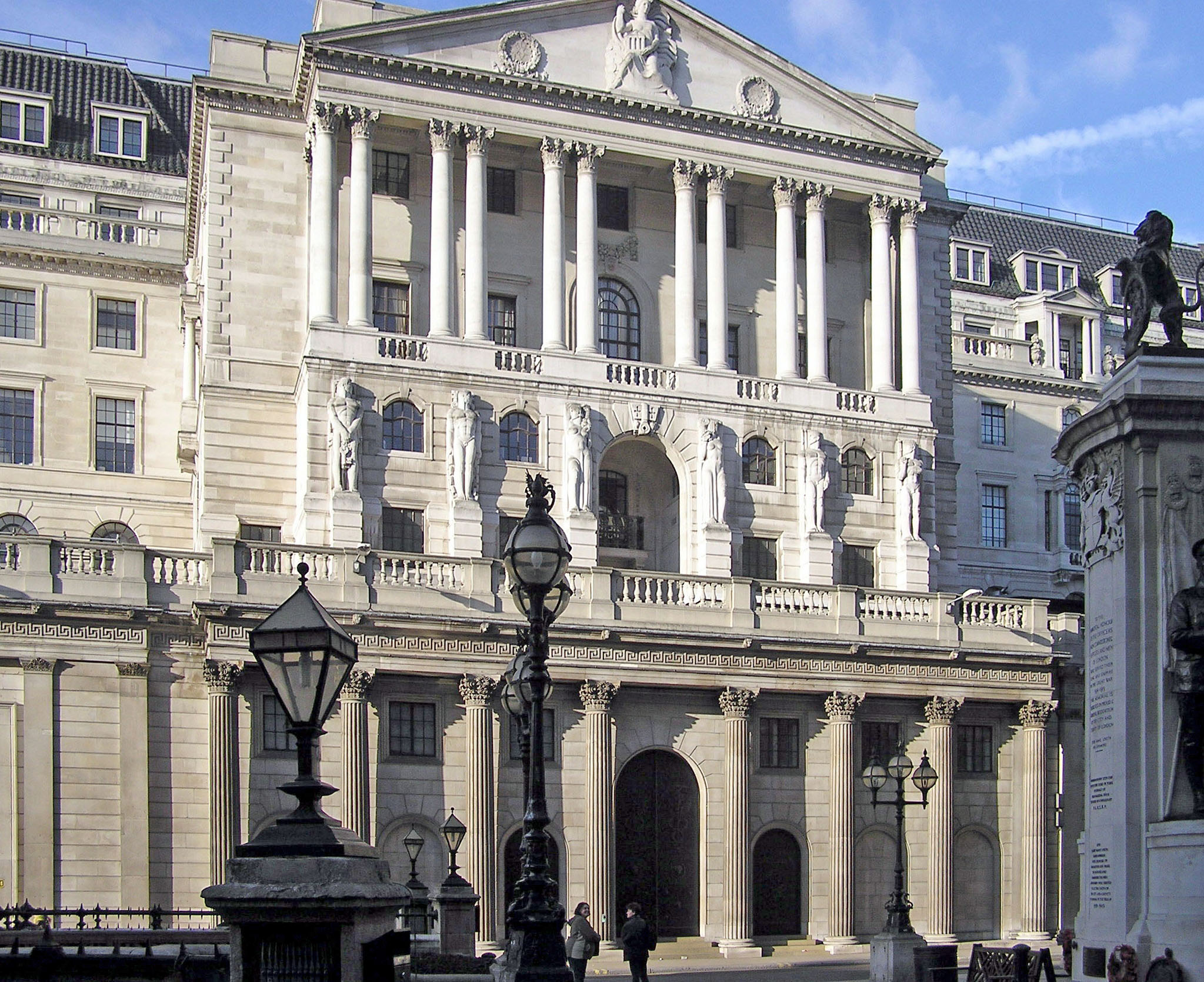
Bank of England, London.

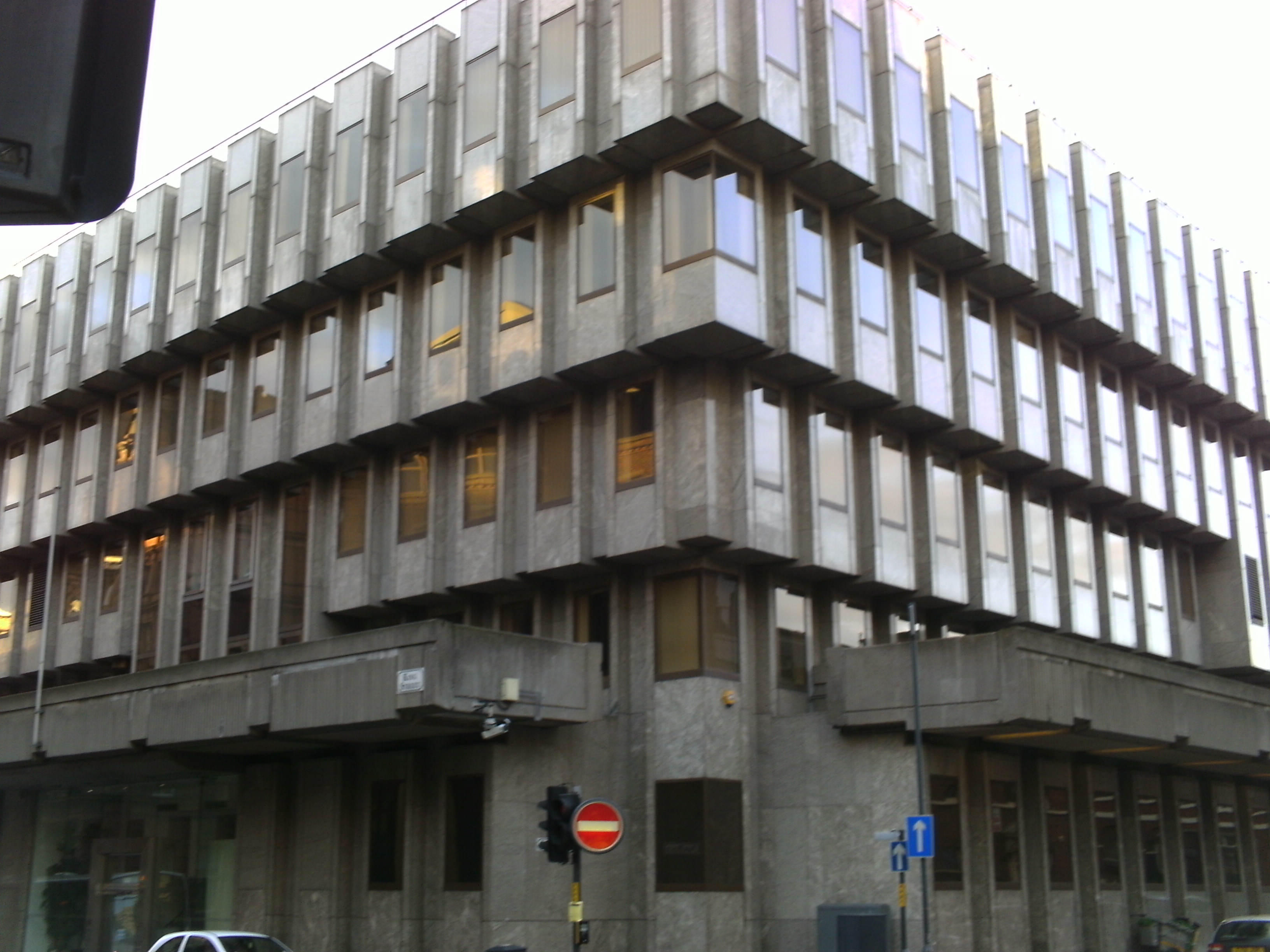
Bank of England, Leeds.

Bank of England (formellt Governor and Company of the Bank of England) är den brittiska centralbanken och motsvarighet till den svenska Riksbanken. Den kallas ibland för Den gamla damen på Threadneedle Street eller bara Den gamla damen. I äldre svenska användes beteckningen Englands bank. Banken har legat på Threadneedle Street i City of London sedan 1734. Banken var tidigare privatägd fram till att den förstatligades av den brittiska labourregeringen 1946. Idag är Bank of England en statlig myndighet som bland annat har till uppgift att upprätthålla prisstabilitet och att stödja den brittiska regeringens ekonomiska politik, den har ensamrätt att ge ut sedlar i England och Wales och den förvaltar landets guldreserv på 310 ton. 
Att grunda banken var en idé av William Paterson 1694, men den genomfördes av Charles Montagu, 1:e earl av Halifax; samtidigt grundades även Bank of Scotland.